# Eduard Colinet
Emmanuel Constant Edouard (Eduard) Colinet (Mechelen, 12 december 1844 – Oostende, 5 januari 1890) was een Belgisch beeldhouwer en kunstkenner.

## Leven en werk
Colinet schreef in 1874-1875 het boekje Recueil Des Restes De Notre Art National - Verzameling der Overblijfsels onzer Nationale Kunst der XIste tot de XVIIIde Eeuw, dat werd beschouwd als een standaardwerk over deze periode. In 1877 vertrok hij uit zijn woonplaats Brussel en werd bijzonder opzichter onder Pierre Cuypers bij de bouw van het Rijksmuseum in Amsterdam. Samen met Cuypers richtte hij de kunstnijverheidsschool Quellinus in Amsterdam op, Colinet was de eerste directeur van deze school. Met Cuypers en F. Stoltzenberg schreef hij in 1880 Album van Ornamenten en Stijlproeven uit de verschillende Tijdperken der Bouwkunst. 

## Werken

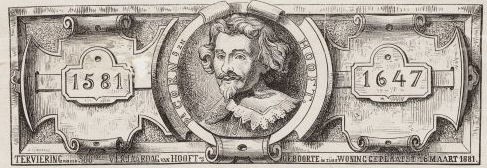
Ontwerp voor een gevelsteen voor het geboortehuis van P.C. Hooft (1881)

### Sculpturen
- Grafmonument van Jan Albregt (1880) op De Nieuwe Ooster in Amsterdam, naar een ontwerp van Charles Rochussen
- gevelsteen geboortehuis Pieter Corneliszoon Hooft (1881), Keizersgracht, Amsterdam
- St Michel, terrassant le Dragon (1883). Gemaakt voor Willem Albert Scholten, staat sinds 1931 in het Stadspark in Groningen.
- Mariabeeld aan de gevel van het stadhuis in Nijmegen. Werd in de Tweede Wereldoorlog vernield en in 1953 vervangen door een beeld van Albert Termote.

### Publicaties
- Verzameling der overblijfsels onzer nationale kunst der XIste tot de XVIIIde eeuw / E. Colinet; E. Loran. - Luijk : Claesen, vol.1(1873) nr. 1-vol.3 (1876) nr. 17/18. - losse pltn. in portef.
- Kunstvoorwerpen uit vroegere eeuwen / Éd. Colinet en A.D. de Vries Azn. - Amsterdam : Wegner en Mattu, 1877. - Catalogus van de Tentoonstelling Kunstnĳverheid te Amsterdam, 1877.
- Catalogus der tentoonstelling van Kunstvoorwerpen in vroegere eeuwen uit edele metalen vervaardigd, gehouden door de maatschappĳ Arti et Amicitiae / samengest. door N. de Roever, A.D. de Vries en Ed. Colinet. - Amsterdam : Van Munster, 1880. - 306 p.
- Album van ornamenten en andere stylproeven uit de verschillende tĳdperken der bouwkunst = Album d'ornaments et autres détails des diverses époques de l'architecture / verz. door P.J.H. Cuypers, F.Ch.S. Stoltzenberg en E.C.E. Colinet. - Amsterdam : Frederik Muller, 1880. - ..dl. - Ten dienste van het professionnel practisch onderwĳs.

- Virtual International Authority File: 4532152932551709830000
- WorldCat: E39PBJp9m9dMJk99PcRKb6Xw4q